# Marc Dal Maso
Marc Dal Maso (Escalans, 14 febbraio 1967) è un ex rugbista a 15 e allenatore di rugby a 15 francese, già tallonatore, dal 2019 allenatore degli avanti del Brive.

## Biografia
Proveniente dal Mont-de-Marsan, divenne internazionale nel 1988, allorquando esordì per la Francia in Coppa FIRA 1987-89, a Bucarest contro la Romania (vittoria per 46-12); la sua seconda convocazione fu quasi un anno più tardi, nel corso dei test di fine anno, contro la Nuova Zelanda, poi per 6 anni non vestì più la maglia della Nazionale maggiore.
Nel 1996, all'Agen, conobbe le sue prime esperienze internazionali a livello di club e rientrò in Nazionale, partecipando ai test di fine anno contro il Sudafrica, poi al Cinque Nazioni 1997, vinto con il Grande Slam e, infine, alla finale di Coppa FIRA 1995/97, persa a Grenoble 32-40 contro l'Italia.
Partecipò anche al Cinque Nazioni 1998, rivinto con lo Slam, e l'anno successivo fu tra i convocati per la Coppa del Mondo di rugby 1999 in Galles, in cui la Francia raggiunse la finale, poi persa, contro l'Australia.
L'ultimo incontro internazionale di Dal Maso fu a Saint-Denis, nel turno di chiusura del Sei Nazioni 2000, contro l'Italia.
A livello di club Dal Maso continuò la carriera nel Colomiers fino al 2000, poi al Pau e, infine, al Perpignano fino al 2003, anno del ritiro.
Divenuto allenatore, dopo un breve periodo alla guida del Limoges, Dal Maso è dal 2007 tecnico del Mont-de-Marsan, condotto alla promozione nel Top 14 nel 2008.
È del 2015 la notizia con cui Dal Maso rivelò di essere affetto dal morbo di Parkinson, condizione della quale soffriva già dagli ultimi anni di attività da giocatore e che gli fu diagnosticata nel 2012.